# Asplenium onopteris
La falzia negra (Asplenium onopteris) és una espècie de falguera de la família Aspleniaceae, freqüent als Països Catalans. És molt semblant a Asplenium adiantum-nigrum, espècie que també rep el nom de falzia negra.

## Noms comuns
Donat que és una espècie corrent als Països Catalans, rep nombrosos noms comuns: falzia negra, capil·lera negra, falzia de bosc, cama negra, dauradella borda, falguera borda, falguera de la cama negra, falguera de roca, falguereta, falzia, falzia de peu de cingle, falzia de roques, herba cancera, herba felera, falsija de peu de cingle, falsitja de roques, foguera borda, foguera de la cama negra, valzia negra.

## Distribució
A. onopteris prolifera per tota la conca Mediterrània, incloent el nord d'Àfrica. Hi ha troballes aïllades fins al nord d'Irlanda i Polònia.

## Característiques
Tot i que s'ha classificat com una subespècie d’A. adiantum-nigrum. Alguns autors han descrit la hibridació entre A. onopteris i A. adiantum-nigrum amb descendència infèrtil. La principal diferència és que A. onopteris és diploide i A. adiantum-nigrum és tetraploide. Al microscopi, la diferència observable més consistent entre A. adiantum-nigrum i A. onopteris és que les espores d’A. onopteris tenen un diàmetre mitjà de 28 micres i són gairebé tots més petites que 31 micres, mentre que els d’A. adiantum-nigrum tenen un diàmetre mitjà de 34 micròmetres i són gairebé totes més grans de 31 micres. A nivell morfològic l'extrem del limbe de les fulles d’A onopteris és estret i clarament lanceolades mentre que els d’A. adiantum-nigrum són arrodonits o ovades, el·líptiques.